# توبرموری، جزیره مول
توبرموری (به انگلیسی: Tobermory) یک روستا در بریتانیا است که در آرگایل و بوت واقع شده‌است. توبرموری ۱٬۰۰۰ نفر جمعیت دارد.